# Louise Lehzen

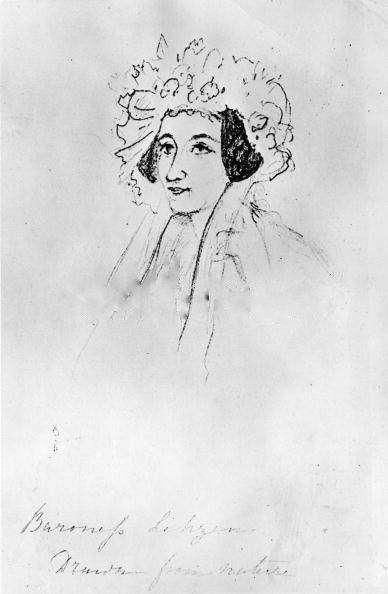
Baronin Louise Lehzen, Zeichnung von Prinzessin Victoria, 1835

Johanna Clara Louise Lehzen, auch Louise Clara Johanna Lehzen (* 3. Oktober 1784 in Hannover; † 9. September 1870 in Bückeburg), bekannt als Baronin Louise Lehzen, war eine deutsche Gouvernante, Erzieherin und später Begleiterin der britischen Königin Victoria.

## Leben
Louise Clara Johanna Lehzen wurde als Tochter des aus Lüchow stammenden Pastors Joachim Friedrich Lehzen (1735 bis 1800) geboren. Sie war Mitglied des Haushalts der Prinzessin Victoire von Sachsen-Coburg-Saalfeld und die Erzieherin deren erster Tochter Feodora zu Leiningen aus der Ehe mit dem Fürsten von Leiningen. Nach seinem Tode heiratete die Fürstin von Leiningen den britischen Herzog von Kent und Strathearn, den viertgeborenen Sohn des Königs Georg III. Louise Lehzen zog mit der Herzogin von Kent nach London und wurde zur Erzieherin der Prinzessin Victoria ernannt, die 1819 zur Welt kam. Acht Monate nach der Geburt der Prinzessin verstarb der Herzog von Kent und hinterließ seiner Witwe einen solchen Schuldenberg, dass diese das Erbe ausschlagen musste. 1826 wurde Louise Lehzen zur Baronin von Lehzen geadelt.

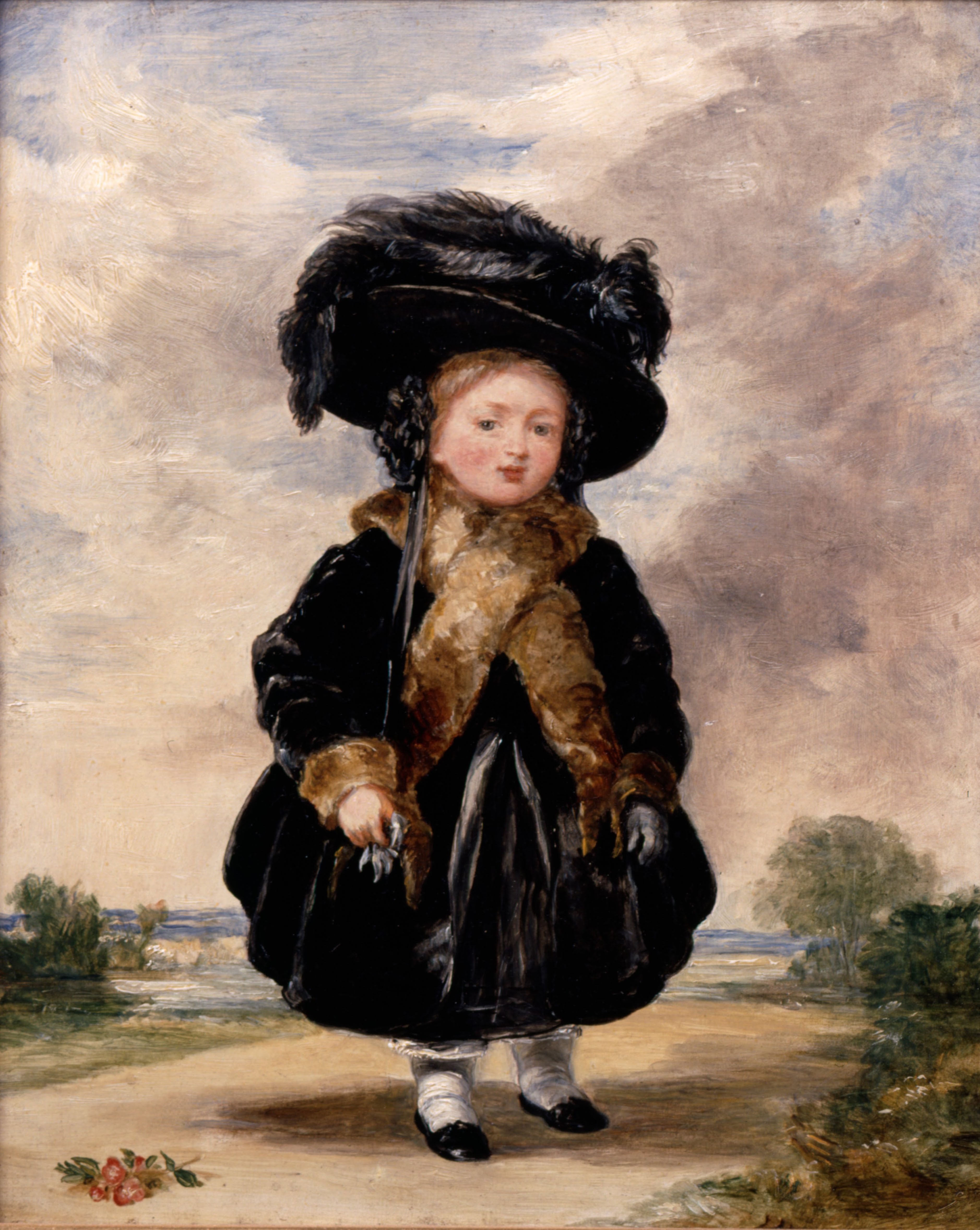
Prinzessin Victoria im Alter von 4 Jahren, 1823 (Gemälde von Stephen Poyntz Denning)

Sie wurde für die heranwachsende Prinzessin Victoria zur Vertrauensperson, da es zwischen der Herzogin von Kent und ihrer Tochter zunehmend zu Spannungen kam. John Conroy, vom Herzog von Kent zum Nachlassverwalter ernannt, dominierte zunehmend den Haushalt der Herzogin. Er hielt es für wahrscheinlich, dass aus den Ehen der älteren Herzogsbrüder keine Nachkommen hervorgehen würden und Prinzessin Victoria damit die einzige legitime Thronfolgerin des britischen Königsthrones bleiben würde. Die Prinzessin würde angesichts des hohen Alters von Wilhelm IV. zu einem Zeitpunkt den britischen Thron besteigen, zu dem sie noch unmündig sein würde. Die Herzogin von Kent würde in diesem Fall sehr wahrscheinlich an Stelle der noch unmündigen Königin zur Regentin ernannt werden und für John Conroy bestand damit die Möglichkeit, zu Macht und Einfluss zu gelangen. Dazu war es aber notwendig, dass die Prinzessin und ihre Mutter weitgehend vom königlichen Hof isoliert blieben (sogenanntes Kensington-System). Das führte auch dazu, dass die mittlerweile zur Baronin ernannte Louise Lehzen weiterhin für die Ausbildung der Prinzessin zuständig war, obwohl sie nur unzureichend dazu qualifiziert war, diese auf die Rolle einer Monarchin vorzubereiten. Der Unterricht Louise Lehzens beschränkte sich daher nur auf eine Unterweisung in Sprachen. Ein Unterricht in Fächern wie Staatsrecht und Wirtschaftspolitik, die für die Prinzessin wichtiger gewesen wären, fand kaum statt. Die Machtsicherungsversuche von John Conroy gipfelten in dem Versuch, sich von der 17-jährigen Prinzessin schriftlich bestätigen zu lassen, dass sie ihn nach ihrer Thronbesteigung zum Privatsekretär ernennen werde. Als Prinzessin Victoria ihm diese Unterschrift verweigerte, übten sowohl ihre Mutter als auch John Conroy erheblichen Druck auf die Prinzessin aus. In dieser Zeit fand die Prinzessin vor allem Rückhalt bei ihrer Gouvernante.

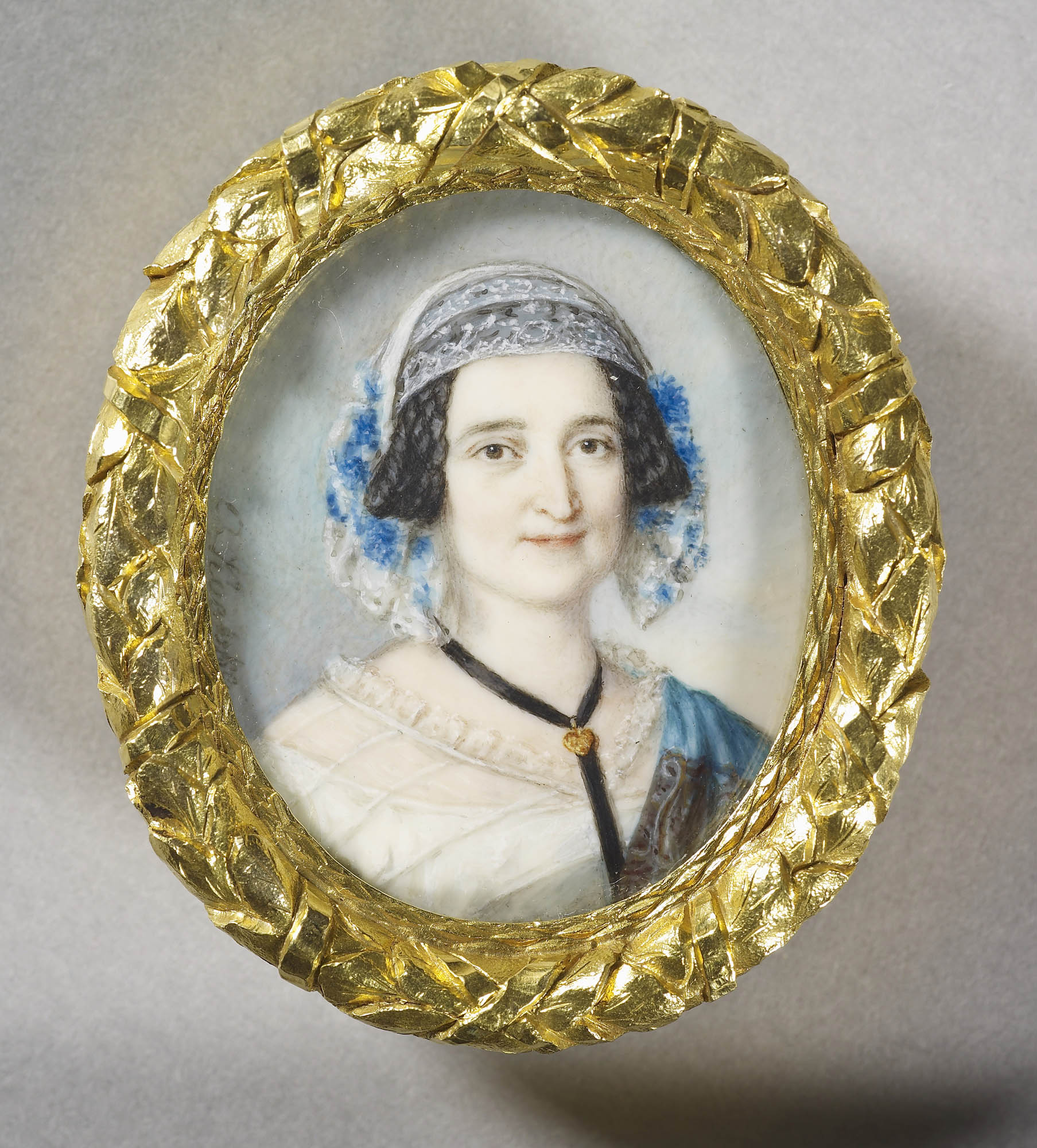
Baronin Louise Lehzen (1842)

1837 folgte Prinzessin Victoria ihrem Onkel auf den britischen Thron. Louise Lehzen als engste Vertrauensperson übernahm die Rolle einer Privatsekretärin für die britische Königin. Sie hatte größeren Einfluss auf die Königin als die Herzogin von Kent. Dies änderte sich erst mit der Heirat der britischen Königin mit Albert von Sachsen-Coburg und Gotha, der durch seinen Onkel, Leopold I., umfassend auf die Rolle eines Monarchen vorbereitet worden war. Zwischen Baronin Lehzen und Prinz Albert kam es wiederholt zu Spannungen, da die Baronin nicht bereit war, ihren Einflussbereich an den Königsgemahl abzutreten. Erst nach der Geburt der Princess Royal Victoria konnte Prinz Albert seiner Ehefrau deutlich machen, dass die Baronin mit den ihr anvertrauten Aufgaben überfordert war. Baronin Lehzen wurde der Rückzug ins Privatleben nahegelegt und am 30. September 1842 verließ sie den englischen Hof endgültig. Sie kehrte nach Deutschland zurück und ließ sich in Bückeburg nieder. Dort starb sie im Jahre 1870 und wurde auf dem Jetenburger Friedhof beigesetzt. Ein im Auftrag von Queen Victoria im neugotischen Stil errichteter Grabstein erinnert bis heute an Louise Lehzen. 
Königin Victoria schrieb über Lehzen: „Sie war eine bewundernswerte Erzieherin, und ich betete sie an, obgleich ich auch Angst vor ihr hatte.“

## Film
Louise Lehzen wird auch in einigen Filmen über Königin Victoria dargestellt. Greta Schröder spielte sie in Königin Viktoria (1937) sowie Sixty Glorious Years (1938). Renée Stobrawa stellte sie im Film Mädchenjahre einer Königin (1936) dar. In der Neuverfilmung von (1954) wird sie hierbei von Magda Schneider gespielt. Im britischen TV-Zweiteiler Victoria & Albert (2001) von Diana Rigg und in Young Victoria (2009) von Jeanette Hain. In der Fernsehserie  Victoria (2016–2019) wurde sie von Daniela Holtz gespielt.